# Вудфордс
Вудфордс (англ. Woodfords, ранее Brannan Springs, Carey's Mill, Cary's Mills, Carys Mill, Carys Mills, Woodford's, Alpine Village, Carey's Mills, Woodford) — невключённая территория в округе Алпайн, штат Калифорния, расположенная неподалёку от окружного центра, статистически обособленной местности Маркливилл. Ради целей переписи населения Вудфордс временно присоединяют к территории Алпайн-Виллидж для удобства подсчета граждан.